# Volejbalový klub Královo Pole
Il Volejbalový klub Královo Pole è una società pallavolistica femminile ceca, avente sede a Brno e militante nel massimo campionato ceco, la Extraliga.

## Rosa 2014-2015
| N° | Nome                | Ruolo | Data di nascita  | Nazionalità sportiva |
| -- | ------------------- | ----- | ---------------- | -------------------- |
| 2  | Veronika Hrazdírová | S     | 23 marzo 1997    | Rep. Ceca            |
| 3  | Sandra Onderková    | C     | 8 marzo 1987     | Rep. Ceca            |
| 4  | Elizabeth Field     | C     | 4 dicembre 1990  | Stati Uniti          |
| 5  | Veronika Nálezková  | P     | 30 aprile 1993   | Rep. Ceca            |
| 6  | Klára Vyklická      | C     | 3 giugno 1993    | Rep. Ceca            |
| 7  | Soňa Nováková       | P     | 6 ottobre 1975   | Rep. Ceca            |
| 8  | Gabriela Kopáčová   | S/O   | 24 giugno 1998   | Rep. Ceca            |
| 9  | Tereza Diatková     | S/O   | 13 aprile 1997   | Rep. Ceca            |
| 10 | Ivana Cebáková      | S     | 6 agosto 1986    | Rep. Ceca            |
| 11 | Marie Toufarová     | S/O   | 19 giugno 1992   | Rep. Ceca            |
| 12 | Klára Uhlířová      | C     | 12 maggio 1996   | Rep. Ceca            |
| 13 | Markéta Tomanová    | L     | 10 febbraio 1982 | Rep. Ceca            |
| 14 | Klára Mikelová      | S     | 3 aprile 1998    | Rep. Ceca            |
| 15 | Věroslava Marešová  | S     | 29 giugno 1992   | Rep. Ceca            |
| 16 | Aleksandra Petrović | C     | 1º luglio 1987   | Serbia               |

## Palmarès
- Campionato cecoslovacco: 1

1989-90
- Campionato ceco: 5

2001-02, 2002-03, 2003-04, 2005-06, 2006-07
- Coppa della Repubblica Ceca: 7

1992-93, 2000-01, 2001-02, 2002-03, 2005-06, 2005-06, 2021-22, 2022-23

## Denominazioni precedenti
- ?-1994: Tělovýchovná jednota Královopolské strojírny
- 1994-1996: Sportovní klub Královo Pole